# Oileán Thoraí
Oileán Thoraí (iriska, även: Toraigh - Thoraí är genitivformen av Toraigh - eller Oileán Thúr Rí, "ön med kungens torn"), engelska Tory Island, är en ö 12 kilometer utanför grevskapet Donegal på irland. Den är cirka 5 kilometer lång och 1 kilometer bred. Det bor 170 personer på ön uppdelat i fyra byar - An Baile Thoir (den östra byn), An Baile Thiar (den västra byn), An Lár (den mittersta byn) och Úrbhaile (den nya byn).
Oileán Thoraí är en del av det iriskspråkiga Gaeltachtområdet och Ulster-iriska är det huvudsakliga språket på ön. Sedan 50 – talet har ön varit hem för ett litet samhälle av konstnärer. De har ett eget konstgalleri på ön. Öborna på Toraigh har en person representerar deras samhälle och som bär titeln kung av Toraigh. Det finns ingen verklig makt bakom titeln utan kungen väljs genom konsensus. Den nuvarande kungen heter Pádraig Mac Ruairí och är fiskare och konstnär. I Irländsk mytologi sägs Oileán Thoraí ha varit platsen där Conands torn fanns. Conand var Fomoriernas kung innan de blev bortdrivna av Nemed i ett stort slag. En annan mytologisk varelse som sägs ha levt på ön är Balor, Balor na Súile Nimhe eller "Balor med det giftiga ögat", en sorts cyklopliknande jätte. Balor dödades senare av sin egen dotterson, Lugh Lámhfhada eller Lugh den Långhänte, och Balors öga sägs ha blivit ursprunget till Loch na Súl eller "Ögonsjön" (engelska: Lough Nasool) i grevskapet Sligo.
Ön är också känt för sina monument till exempel ett sällsynt Tau-kors.